# لمود
لمود (به فرانسوی: Lemud) یک کمون در فرانسه است که در Canton of Pange واقع شده‌است.

## خصوصیات
لمود ۴٫۲۴۵ کیلومترمربع مساحت و ۳۰۳ نفر جمعیت دارد.